# Elis Säfbom
John Elis Säfbom, född 4 mars 1896 i Eskilstuna, död 30 april 1972 i Hägersten, var en svensk målare.
Han var son till yrkesmålaren Fritiof Daniel Säfbom och hans hustru Lotten Matilda och från 1922 gift med Ingeborg Eudoxia Hedström. Efter avslutad skolgång var Säfbom verksam vid en kemisk tvättinrättning från 1919 fram till sin pensionering 1963. Han började måla på lediga stunder i början av 1950-talet. Säfbom medverkade i utställningen Naivister på Rosanders konstsalong i Landskrona 1958 och i Liljevalchs Stockholmssalong 1962 och han var representerad med sju målningar på Naiv konst som visades på Sveagalleriet i Stockholm 1962. På Galerie S:t Nikolaus i Stockholm ställde han ut tillsammans med Oskar Rangner 1960 och tillsammans med Birgitta Källebäck 1964. Separat ställde han ut i Björkhagen i Stockholm 1964 och i Nässjö 1966. Hans konst består av figurrika Stockholmsbilder och religiösa kompositioner. Säfbom är representerad vid Stockholms stadsmuseum och Järnvägsmuseet.